# カメラヴェルク・ドクトル・クリューゲナー
カメラヴェルク・ドクトル・クリューゲナー（Kamerawerk Dr.Krügener ）は、ドイツにかつて存在したカメラメーカーである。

## 歴史
- 1847年12月8日 - 創業者のルドルフ・クリューゲナー（Dr.Rudolf Krügener ）がエルバーフェルト（Elberfeld 、現ヴッパータール）で産まれた。エバーハルト・カール大学テュービンゲンで自然科学を専攻した[1]。

。卒業後すぐ染料会社マイスター・ルーチウス・ウント・ブリューニング（Meister Lucius & Brüning 、ヘキスト、サノフィ・アベンティスを経て現サノフィ）に化学者として就職、会社のあったフランクフルトに移住した。最初に取った特許は火災報知器だった。会社員時代から写真を趣味としていた。プラウベルの創業者ヒューゴ・シュラーダー（Hugo Schrader ）の義理の父親でもある。
- 1880年 - ルドルフ・クリューゲナーは祭り用の花火の爆発事故で片脚をなくしたが、その後義肢を発明し、会社で管理職として働き続けた[1]。
- 1888年 - ルドルフ・クリューゲナーによりフランクフルトに設立された[3]。
  - 1月 - 本型カメラ、パテント・ブーフカメラの特許を申請した[4]。
  - 5月初め - フランクフルトで行なわれた写真育成協会でパテント・ブーフカメラの見本を発表し、それを見たハーケ・ウント・アルバース（Haake & Albers ）が興味を持った[4]。
- 1890年 - パテント・ブーフカメラの特許をハーケ・ウント・アルバースに譲渡した[5]。
- 1909年10月7日 - ヒュッティヒ、ヴンシュ、カール・ツァイス・パルモスバウと合併しイカを形成した。
- 1913年9月22日 - 創業者のルドルフ・クリューゲナーが死去した。

## 製品一覧
1888年から1909年の間に発表された機種は100を越え、うち70種あまりは「デルタ」というブランドを使っている。
- クリューゲナー・パテント・ブーフカメラ（Dr. Krügener's Patent Buch-kamera 1888年頃） - 大きさは5.6×10×15cm程と極めて小型の本型カメラ。4×4cm判写真乾板で、シース24枚を装填できる。肩掛けのケースもあり、肩から提げたまま撮影ができるため「世界初の速写ケース」とも言われる。コレクターの間で高額に取引されており、完全品はほとんど入手不可能に近い[8]。
- デルタ（Delta 1895年頃） - 特徴は写真乾板の送り機構で、上部に重ねて入れた12枚のシースがレバー操作により1枚ずつ撮影位置に送られるようになっている。フィルムシースもあり、この場合は50枚の撮影が可能。9×12cm（大手札）判、12×16.5（キャビネ）判、9×18判、8.5×17cm判など各種ある。シャッターはクリューゲナーの特許による金属羽根による[7]エバーセットのロータリーセクター式[9]で、頑強である[7]。シャッタースピード切り替えはIが瞬間シャッター、IIがバルブ露出[9]。IIにしたままカメラに向かい右のレバーを左に回しIIIにするとタイム露出[9]。瞬間シャッター速度は1、2、3で切り替える[9]。絞りは回転絞り[9]。ピント合わせはスクリューナット式[9]。
- ロールフィルム・デルタ（Rollfilm Delta 1900年頃） - コダックのロールフィルムが普及し始めたため製造されたロールフィルム専用機[10]。